# Rezervația fosiliferă Chiuzbaia
Rezervația fosiliferă Chiuzbaia este o arie protejată de interes național ce corespunde categoriei a IV-a (rezervație naturală de tip paleontologic), situată în județul Maramureș, pe teritoriul administrativ al orașului Baia Sprie.

## Localizare
Aria naturală se află în partea central vestică a județului Maramureș și cea nordică a satului Chiuzbaia la o altitudine de 800 m. în partea sudică a Munților Igniș (grupă muntoasă a Carpaților Maramureșului și Bucovinei ce  aparțin de lanțul muntos al Carpaților Orientali), în apropierea drumului național DN18 care leagă municipiul Baia Mare de orașul Sighetu Marmației.

## Descriere
Rezervația naturală a fost declarată arie protejată prin Legea Nr. 5 din 6 martie 2000 publicată în Monitorul Oficial al României Nr. 152 din 12 aprilie 2000 (privind aprobarea Planului de amenajare a teritoriului național - Secțiunea a III-a -  arii protejate) și ocupă o suprafață de 50 hectare.
Aria naturală reprezintă o zonă montană (în versantul unui deal aflat la baza Ignișului) acoperită cu arborete de fag (Fagus silvatica), stejar (Quercus robur), carpen (Carpinus betulus), paltin de munte (Acer pseudoplatanus) sau mesteacăn (Betula pendula) și un afloriment aflat în arealul acesteia (între Valea Plopilor și  vârful unui abrupt stâncos cunoscut de localnici sub denumirea de Biserica lui Spiridon). Rezervația prezintă un interes științific deosebit datorită resturilor fosilifere (atribuite perioadei geologice a pliocenului) de floră (mușchi, frunze de arbori exotici, ferigi) și faună (schelete de pești și insecte fosile) depozitate în stratele de rocă.

## Atracții turistice
În vecinătatea rezervației naturale se află mai multe obiective de interes turistic (lăcașuri de cult, monumente istorice, arii protejate, zone naturale), astfel:

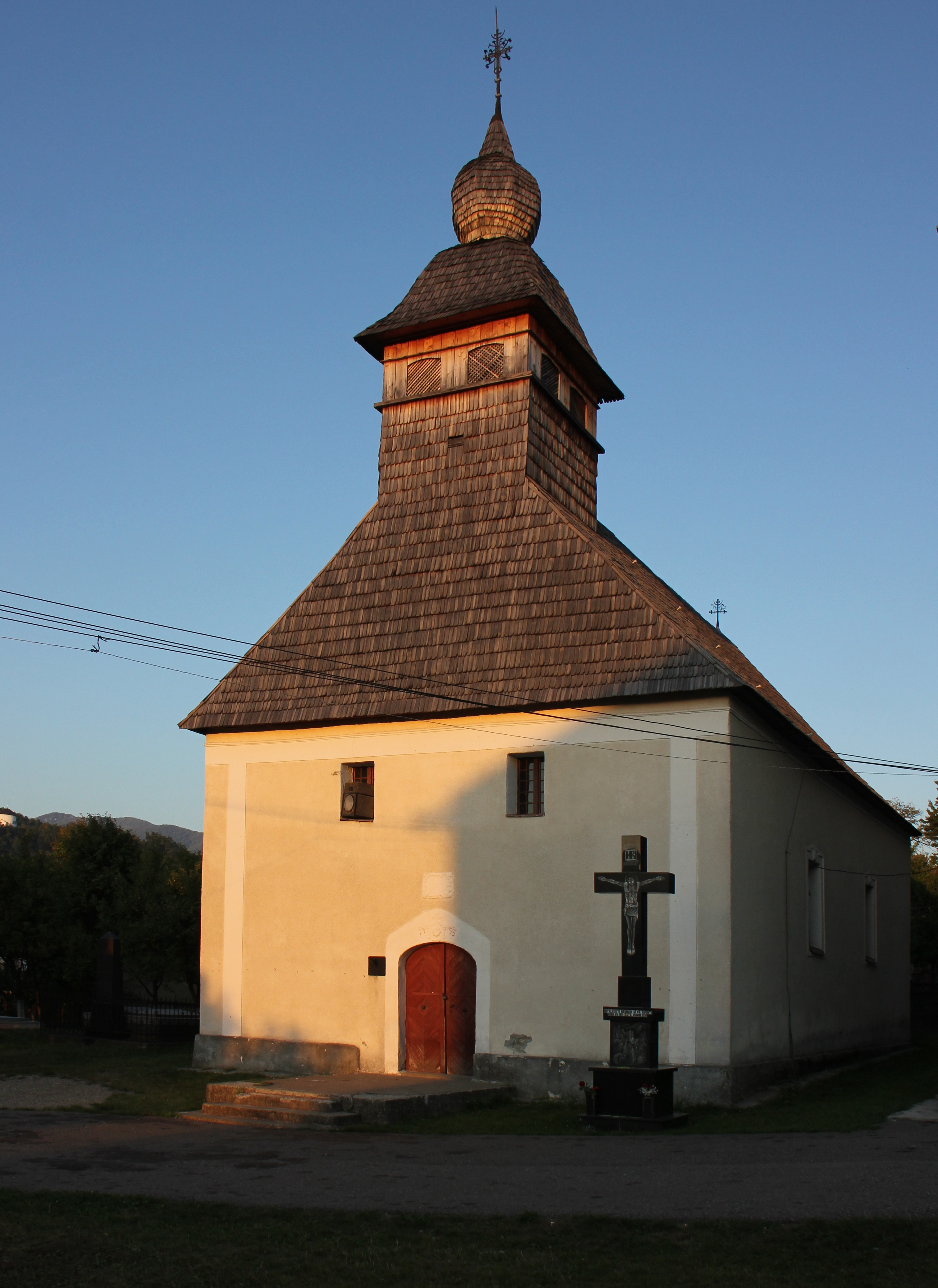
Biserica „Adormirea Maicii Domnului” din Baia Sprie

- Biserica ortodoxă cu hramul „Adormirea Maicii Domnului”, construcție 1793, monument istoric
- Biserica ortodoxă cu hramul „Sfinții Arhangheli Mihail și Gavriil” (1775) din satul Satu Nou de Sus
- Biserica romano-catolică în stil gotic (secolele al XIV-lea – al XV-lea) din satul Tăuții de Sus
- Biserica „Sfinții Apostoli Petru și Pavel”,  din Tăuții de Sus, construcție 1779
- Biserica romano-catolică (1846-1858)
- Casa iezuiților (secolul al XVI-lea – secolul al XVII-lea)
- Capela „Calvaria” (secolul al XVII-lea)
- Casa parohială romano-catolică (1773)
- Casa parohială ortodoxă (1836)
- Casa din lemn „Csaszi” (1754)
- Clădirea fostului sediu al Oficiului minelor (1733), azi Primăria orașului
- Rezervația naturală Lacul Albastru (0,50 ha)
- Munții Gutâi